# Karakterer i Huset på Christianshavn
Dette er en liste over karakterer i Huset på Christianshavn, der blev produceret i perioden 1970-1977. Hovedfigurerne eller alle beboere i en lejlighedsopgang i Amagergade på Christianshavn samt indehaveren af værtshuset Rottehullet, som ligger overfor. Karaktererne er listet efter efternavn, hvis dette fremgår af serien.

## Hovedpersoner

### B

#### Bo
Bo Bundgaard er fotograf, og han medvirker i afsnit 37-73 & 82. Han er søn af husets sagfører og flytter ind i lejligheden på kvisten, efter at Tue og Rikke er flyttet derfra. Bo er opvokset i Klampenborg. Han bliver i afsnit 73 gift med Birgitte (spillet af Sonja Oppenhagen) og flytter derefter ud af lejligheden, hvorefter den bliver overtaget af majorinde og enkefru Dagmar Hammerstedt.
Karakteren spilles af Claus Ryskjær.

### C

#### Dyrehandler Clausen
Dyrehandler Thormod Clausen (født 8. august/september 1924) er gift med Mille Clausen. De har ingen børn, men til gengæld en masse dyr, der bliver passet på bedste måde.
Han er ofte iført en islandsk sweater med rullekrave.
Karakteren spilles af Paul Hagen.

### E

#### Emma
Emma Frederiksen/Petersen (afhængig af hvilket afsnit i serien) er værtinde og ejer af Rottehullet, som tit og ofte danner rammen om serien. Emma er først med fra sæson 2, hvor scener fra Rottehullet bliver en del af serien. 
Karakteren spilles af Bodil Udsen.

#### Mille Clausen
Hjemmegående husmor, der er gift med dyrehandler Thormod Clausen, med hvem hun driver Clausens Dyrehandel.
Karakteren spilles af Lis Løwert.

#### Egon Hansen
Egon bliver i afsnit 5 gift med Karla Hansen, og bliver dermed stedfar til hendes søn, Bimmer. Egon arbejder hos kommunen.
Karakteren spilles af Willy Rathnov.

### H

#### Fru Dagmar Hammerstedt
Fru Hammersted, født Larsen i 1902, er den tredje, der overtager kvisten – efter Tue og Rikke, og Bo. Hun er majorinde og enke efter major Adolf Frederik Hammerstedt (spillet af Bjørn Watt Boolsen), som var bror til "Den gamle frue" fru Julie Loransen (født Hammerstedt), husets oprindelige ejer. Fru Hammerstedt er dermed svigerinde til "Den gamle frue", Julie Loransen. Hun medvirker i afsnit 73-84.
Karen Berg optrådte desuden i en lille rolle i afsnit 4 som en meget døv Fru Hermansen.
Karakteren spilles af Karen Berg.

#### Karla Hansen
Karla (Skov, episode 3) Hansen er hjemmegående husmor, der har en søn, der hedder Bimmer, fra et forhold til en værkfører på sit tidligere arbejde – en mand, der viste sig at være gift, og som fornægtede Bimmer. Karla bliver i afsnit 5 gift med Egon Hansen, som dermed bliver stedfar til Bimmer.
Karakteren spilles af Kirsten Walther.

#### Bimmer Hansen
Bimmer Hansen er Karla Hansens søn, der optræder i den første del af serien. Egon bliver i afsnit 5 gift med Karla, og dermed stedfar til Bimmer. Senere i serien optræder Bimmer i afsnit 48 "Nu stiger kunsten" side om side med Karla og Meyer, nu i alderen af en lille dreng spillet af Christen Østerbye.
Karakteren spilles af Flemming Nielsen.

### L

#### Larsen
Hr. Larsen opsøges fra tid til anden af politiet, da han er en bekendt af dem grundet sin fortid som indbrudstyv. Senere kommer han dog på dydens rette vej og bliver assurandør.
Karakteren spilles af Ove Sprogøe

### M

#### Arnold Hannibal Meyer
Vicevært Arnold Hannibal Meyer, der dog i afsnit 29, 'Kontrabande', hedder August Emil Frederik Severin Meyer. Han er husets vicevært. Meyer er en folkepensionist, som passer huset i Amagergade. Det nævnes i afsnittet "Kammertonen", at han var til session i 1917. Meyer, har ligesom mange andre fra huset sin daglige gang i Rottehullet, hvor han sørger for, at Emma har noget at lave og ikke går og keder sig.
I løbet af serien har han mange uoverensstemmelser med Flyttemand Olsen.
Han er ofte iført sin grå kittel og mørkebrun baskerhue.
Karakteren spilles af Arthur Jensen.

### O

#### Ellen Olsen
Ellen Olsen (i de første afsnit kendt som Sonja Olsen; født i Brønshøj) er gift med Flyttemand Olsen, med hvem hun har sønnen William. Hun er normalt hjemmegående husmor, men hun får senere i serien, i afsnittet Kvindernes plads og Olsens, job som buschauffør. Hun har været barndomskæreste med Oscar Andersen/Anderson fra Kingosgade, og dette gamle forhold får nyt liv i afsnittet "Olsen, ham kan vi li".
Karakteren spilles af Helle Virkner.

#### Flyttemand Olsen
Flyttemand Olsen hedder egentlig Egon Olsen. Han er født på Christianshavn, og han er gift med Ellen Olsen, med hvem han har sønnen William Olsen. Olsen er en temperamentsfuld herre, der aldrig er bange for at give en omgang i "Hullet" (Rottehullet). Det er sjældent, han ikke er i klammeri med Meyer – kuglen på trappegangen er et meget omdiskuteret emne. Ligesom de fleste andre mandlige beboere kaldes han kun yderst sjældent ved fornavn. I første afsnit præsenterer han sig dog som Egon Olsen, men i 27. afsnit bliver han tiltalt med fornavnet Arnold.
Han er normalt iført en grå skjorte og en åbentstående karrybrun cardigan.
Karakteren spilles af Poul Reichhardt.

#### William Olsen
William (født 19. august, årstal ukendt) er søn af Ellen Olsen og Flyttemand Olsen, med hvem han har sine far-søn-kampe.
Karakteren spilles af Jes Holtsø.

### R

#### Rikke
Rikke er pædagog, der danner par med Tue, og som sammen med ham flytter ind i husets kvistlejlighed. Tue og Rikke vælger at flytte til Farum, da de venter barn. Kvistlejligheden overtages herefter af Bo. Tue og Rikke medvirker i afsnit 1-36 & 82.
Karakteren spilles af Kirsten Hansen-Møller.

### T

#### Tue
Tue er psykologistuderende, der danner par med Rikke, og som sammen med hende flytter ind i husets kvistlejlighed. Tue og Rikke vælger at flytte til Farum, da de venter barn. Kvistlejligheden overtages herefter af Bo. Tue og Rikke medvirker i afsnit 1-36 & 82.
Karakteren spilles af Finn Storgaard.

## Øvrige medvirkende
| Skuespiller            | Rolle | Afsnit                                 |
| ---------------------- | --- | -------------------------------------- |
| Preben Kaas            | Fuld mand i dyrehandel, damebladsredaktør, forbryderen Knold og Larsens ven Harald                                                          | 4, 18, 29, 53                          |
| Bertel Lauring         | Valde; Olsens senere flyttemakker | 29, 42, 54, 56, 67, 76, 83             |
| Preben Mahrt           | Ernest de Mas Madsen | 79, 84                                 |
| Bjørn Watt Boolsen     | Doktor Berg (2 afsnit), sagfører Andreasen og Major Hammerstedts genfærd                                                                    | 24, 46, 71, 76                         |
| Poul Bundgaard         | Tryllekunstneren Vimmersen og Egons chef Lauritz Momsen                                                                                     | 10, 50                                 |
| Elin Reimer            | Fru Minna Momsen og Fru Lohengrin | 50, 78                                 |
| Judy Gringer           | Karlas søster Lily | 35                                     |
| Ove Verner Hansen      | Gæst i Rottehullet, taxichauffør, tulipansælger, købmand, murer, håndlanger                                                                 | 19, 35, 42, 43, 53, 59, 66, 80         |
| Jesper Langberg        | Tue og Rikkes ven Lars, Williams klasselærer og arkæolog fra Nationalmuseet                                                                 | 17, 60, 72                             |
| Ulf Pilgaard           | Ejendomsmægler og arkæolog fra Nationalmuseet                                                                                               | 59, 72                                 |
| Holger Perfort         | Kunde, skadedyrsbekæmper, Pejler | 10, 62, 83                             |
| Pouel Kern             | Primært som (over)betjent (Storm), undtagen i afsnit 49 som Meyers efterfølger R.P Svendsen                                                 | 49, 67, 71, 77, 80, 84                 |
| Karl Stegger           | Betjent Frederiksen, politiinspektør Storm, Meyers fætter Georg Emil                                                                        | 15, 31, 51, 66, 68, 84                 |
| Edvin Tiemroth         | Kunsthandler Hallandsen, advokat, Rigsantikvar Hallandsen                                                                                   | 48, 61, 72, 84                         |
| Jørgen Beck            | Kriminalbetjent, buspassager, overtjener, taxachauffør og postbud (6 afsnit)                                                                | 29, 54, 56, 63, 68, 71, 73, 79, 81, 84 |
| Olaf Nielsen           | Skadedyrsbekæmper og betjent Nielsen/Jokumsen (4 afsnit)                                                                                    | 62, 67, 77, 80, 84                     |
| Knud Hilding           | Postbud i 5 afsnit, desuden taxachauffør, kunden Krølle i Rottehullet, vred billist og betjent Nielsen                                      | 5, 7, 24, 25, 43, 51, 55, 61, 66       |
| Claus Nissen           | Mejeribud, kørelærer, biludlejer, hovmester, bowlingspiller, betjent                                                                        | 6, 8, 24, 27, 36, 51                   |
| Poul Thomsen           | Betjent, taxachauffør, fætter Viggo | 6, 7, 36, 41, 44, 68                   |
| Søren Rode             | Betjent, analytiker, spritter, Mogens (Emmas søstersøn)                                                                                     | 6, 28, 40, 45, 66, 70                  |
| Gunnar Nu Hansen       | Speaker | 13, 22, 27, 30                         |
| Jørgen Kiil            | Kommunearbejder, hypnotisør, forsikringsmand, ejendomsopkøber                                                                               | 13, 28, 64, 72                         |
| Solveig Sundborg       | Patient på hospital, kunde i dyrehandel, vred dame på gaden, guitarspiller i H.L.F.'s orkester, buspassager og Fru Andersen                 | 19, 35, 41, 47, 54, 81                 |
| Sonja Oppenhagen       | Bos veninde Amanda. Senere i anden karakter som Birgitte, som Bo gifter sig med.                                                            | 37, 73                                 |
| Gotha Andersen         | En tissetrængende herre, bartender på Klippeskæret, kunde i dyrehandlen, kraftigt skelende guitarspiller i H.L.F.'s orkester og buspassager | 9, 29, 42, 47, 54                      |
| Keld Markuslund        | Politikommissær og Frimod Sørensen | 6, 24                                  |
| Louis Miehe-Renard     | Lille Tito og smugler-chefen Udbryder-Kurt alias Olfert Poulsen; missionæren i H.L.F.                                                       | 9, 47                                  |
| Mime Fønss             | Oversygeplejerske | 10, 19                                 |
| Gunnar Lemvigh         | Forbryderen Knalde-Kaj og vred bilejer | 15, 28                                 |
| Birger Jensen          | Slumstormer, forbryderen Tot og et blomsterbud                                                                                              | 21, 29, 63                             |
| Finn Nielsen           | Flyttemand, betjent i to afsnit og tyveknægt                                                                                                | 49, 66, 67, 83                         |
| Axel Strøbye           | Karlas lærer Holger, advokat for Fru Clausen og radiomekanikeren Theodor                                                                    | 38, 46, 83                             |
| Morten Grunwald        | Bugtaler med papegøje, arkitekten Jesper og konsulent Helmskov                                                                              | 28, 59, 61                             |
| Birthe Neumann         | Medarbejder i lufthavn og Bos veninde Gro                                                                                                   | 33, 37                                 |
| Poul Glargaard         | Vandværksmand, reklameproducer, butiksekspedient i møbelforretning og fotograf                                                              | 13, 40, 56, 81                         |
| Ann-Mari Max Hansen    | Eva og arkitekten Dorthe | 45, 49                                 |
| Jens Okking            | Skipper på smuglerkutteren "Mågen"/triangelspiller i H.L.F.'s orkester                                                                      | 47                                     |
| Jørgen Buckhøj         | Arkitekt Christensen og fuldmægtig Winther                                                                                                  | 59, 78                                 |
| Ernst Meyer            | Kontorist, politibetjent (2 afsnit), flyttemand (2 afsnit) og taxachauffør                                                                  | 19, 29, 49, 65, 67 og 71               |
| Lily Broberg           | Enke efter direktøren for Jul. Larsen & Sønner (Amager Flytteforretning)                                                                    | 83                                     |
| Ejner Federspiel       | Direktør Humle, nattevagt og privatchauffør Andersen                                                                                        | 15, 31, 58                             |
| Emil Hass Christensen  | Direktør for Forsikringsselskabet Hercules og sagfører                                                                                      | 31, 80                                 |
| Holger Juul Hansen     | Ekspedient i sportsudstyrsforretning og kontorist                                                                                           | 16, 19                                 |
| Vera Gebuhr            | Kunde der vil købe papegøje og fotomodel | 6, 18                                  |
| Ghita Nørby            | Charlotte | 42                                     |
| Preben Neergaard       | Revisor | 43                                     |
| Else-Marie Hansen      | Mormor til den forvekslede Pylis | 41                                     |
| Bjørn Puggaard-Müller  | Direktør Lohengrin og direktør Jensen | 78, 83                                 |
| Valsø Holm             | Pølsemand, købmand og kolonihaveejer | 52, 73, 83                             |
| Holger Vistisen        | Buspassager, antikvarboghandler og politibetjent                                                                                            | 54, 69, 83                             |
| Susse Wold             | Egons fransklærerinde Therese Monpichon | 56                                     |
| Lisbet Lundquist       | Susanne | 57                                     |
| Ole Monty              | Ejendomsmægler, natlæge og levemanden Freddy                                                                                                | 14, 30, 58                             |
| Karen Lykkehus         | Fru Holmberg | 58                                     |
| Peter Steen            | Arkitekt og boligopkøber Vigum | 59, 72                                 |
| Alf Andersen           | Ellens barndomsven Oskar Andersen og flyttemand                                                                                             | 63, 80                                 |
| Poul Petersen          | Olsens første flyttemakker | 2, 8                                   |
| Berrit Kvorning        | Clausens niece Lise | 65                                     |
| John Hahn-Petersen     | Overbetjent | 66                                     |
| Helle Merete Sørensen  | Bos kæreste Mette | 69                                     |
| Ole Ernst              | Bos ven Lennart | 69                                     |
| Gunnar Strømvad        | Gammel spritter og tigger | 6, 11                                  |
| Bjørn Spiro            | Betjent | 12                                     |
| Erik Paaske            | Jord- og betonarbejder | 13                                     |
| Lars Lunøe             | Modelfotograf | 18                                     |
| Helge Kjærulff-Schmidt | Direktør for Zoo | 84                                     |
| Kirsten Peüliche       | Anna Maria | 70                                     |
| Joen Bille             | Charge d´affaires fra den franske ambassade                                                                                                 | 79                                     |
| Peer Guldbrandsen      | Børge Kvaldemose, skrot/brugvognsgrosserer                                                                                                  | 80                                     |
| Søren Steen            | Børge Kvaldemoses medhjælper/gorilla | 80                                     |
| Jørgen Weel            | Portier på Hotel d'Angleterre | 80                                     |
| Jørgen Ryg             | Opfinderen og tipsvinderen Josef Jørgensen                                                                                                  | 81                                     |
| Palle Huld             | Redaktør Fejermann | 81                                     |
| Malene Schwartz        | Journalist hos "Billedbørsen" | 81                                     |
| Ellinor Gundersen      | Buspassager og fotograf til "Lige på og hårdt"                                                                                              | 54, 81                                 |
| Lise Henningsen        | Lokkeduen Lænse-Dorrit og trompetist i H.L.F.'s orkester                                                                                    | 47                                     |
| Inger-Lise Gaarde      | March-stortrommeslager i H.L.F.'s orkester                                                                                                  | 47                                     |
| Preben Ravn            | Østtysk soldat | 83                                     |
| Gyda Hansen            | Sekretær | 83                                     |
| Henning Palner         | Dyrlæge i Zoo | 84                                     |
| Dick Kaysø             | Sjakbajsen Karl Nielsen | 84                                     |